# Leoncio Fernández Galilea
Leoncio Fernández Galilea CMF (* 13. Januar 1892 in Tosos; † 15. Februar 1957) war ein römisch-katholischer Ordensgeistlicher und Apostolischer Vikar von Fernando Poo.

## Leben
Leoncio Fernández Galilea trat der Ordensgemeinschaft der Claretiner bei und empfing am 17. Juni 1916 die Priesterweihe. Papst Pius XI. ernannte ihn am 18. Juni 1935 zum Apostolischen Vikar von Fernando Poo und Titularbischof von Ariassus.
Der Bischof von Barcelona, Manuel Irurita y Almándoz, spendete ihm am 29. September desselben Jahres die Bischofsweihe; Mitkonsekratoren waren Salvio Huix Miralpéix CO, Bischof von Lérida, und Valentín Comellas y Santamaría, Bischof von Solsona. 